# Abu-l-Baqà ar-Rundí
Abu-l-Baqà Sàlih ibn Xarif ar-Rundí (àrab: أبو البقاء صالح بن شريف الرندي, Abū al-Baqāʾ Ṣāliḥ b. Xarīf ar-Rundī) o Abu-Muhàmmad Sàlih ibn Abi-Xarif ar-Rundí o Abu-t-Tàyyib Sàlih ibn Xarif ar-Rundí (Sevilla, 1204 - Ceuta, 1285) fou un poeta andalusi. Va néixer a Sevilla el 1204, ciutat de la qual va fugir en 1248 per instal·lar-se a Ceuta fins a la seva mort en 1285. Ar-Rundí va escriure un petit dietari poètic. La seva fama li prové de la cassida nuniyya —és a dir, que rima amb la lletra nun— «Elegia per l'Àndalus», un poema que plora el trist destí del seu país.